# Abigail Franks

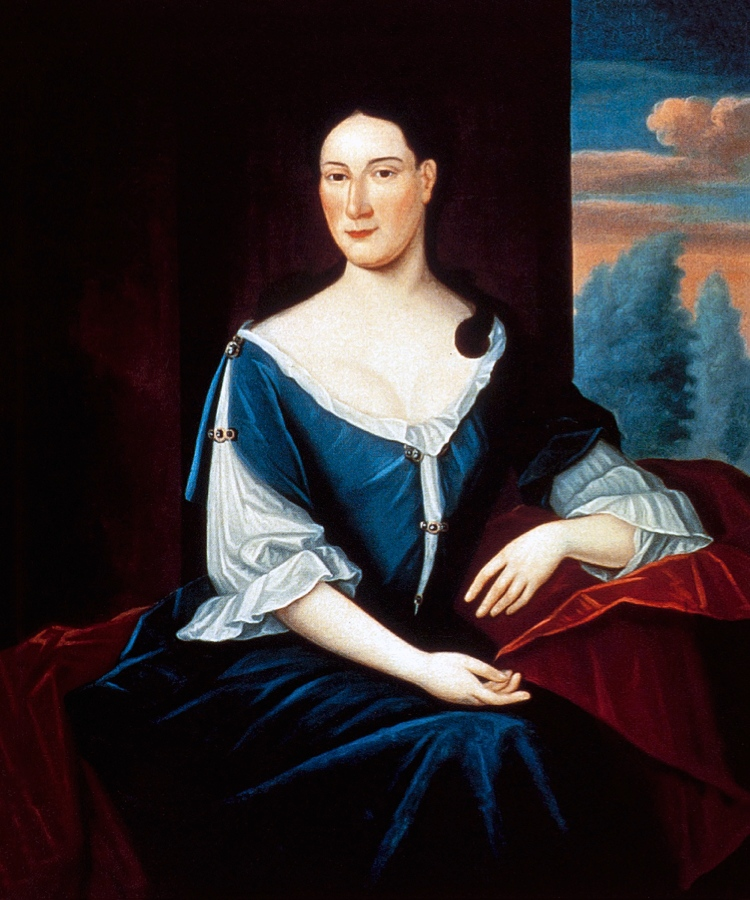
Porträt von Abigail Franks (ca. 1735); wahrscheinlich von Gerardus Duyckinck, einem lokalen Künstler.

Bilhah Abigail Levy Franks (geb. als Bilhah Abigail Levy am 26. November 1696 in London; gest. am 17. Mai 1756 in New York City) war eine jüdische Kolonistin in Britisch-Nordamerika. Sie hinterließ durch ihre Briefe eines der eindrucksvollsten Zeugnisse des religiösen und gesellschaftlichen Lebens jüdischer Familien in der kolonialen Gesellschaft New Yorks im frühen 18. Jahrhundert.

## Biographie

### Frühes Leben
Bilhah Abigail Franks wurde Ende November 1696 als ältestes von fünf Kindern sowie einzige Tochter des aus Deutschland stammenden aschkenasischen Kaufmanns Moses Raphael Levy und seiner ersten Frau Richea Asher geboren. 1703 gelangte die Familie nach New York City. Ungewöhnlich für jüdische Mädchen ihres Standes erhielt Abigail eine umfassendere Bildung. Im Gegensatz zu ihren Brüdern, welche auch Briefe auf Jiddisch verfassten, erlernte sie jedoch offenbar nie das hebräische Alphabet. Als Abigail elf Jahre alt war, verstarb ihre Mutter; der Vater ehelichte daraufhin die deutlich jüngere Grace Mears, mit welcher er sieben weitere Kinder zeugt. 1712, mit 16 Jahren, heiratete Abigail Levy den ebenfalls aus London stammenden Jacob Franks (1688–1769), Sohn eines erfolgreichen deutsch-jüdischen Kaufmanns. Zwischen 1715 und 1742 brachte sie neun Kinder zur Welt. Abigail ließ nicht nur ihren Söhnen, sondern auch ihren Töchtern eine umfassende Bildung zukommen, was durchaus als ungewöhnlich betrachtet werden kann. Die junge Familie gelangte nach der Eheschließung rasch zu Wohlstand und bewohnte im Hafenviertel New Yorks, nahe dem East River, ein großes elegantes Backsteinhaus im holländischen Stil. Zudem besaß sie ein Sommerhaus in Flatbush, sowie mehrere Diener, bzw. Sklaven. Die Familie war ein aktiver Teil des jüdischen Lebens der Stadt und gehörte der Synagogengemeinde Shearith Israel an, zu deren neuem Gebäude in der Mill Street Jacob Franks im Jahr 1729 einen der Grundsteine legte und der er 1730 vorstand. Zugleich unterhielten die Franks enge Beziehungen zur christlichen Oberschicht der Stadt.

### Leben als Mutter
Anders als andere Frauen wohlhabender jüdischer Händler New Yorks hatte Abigail keinen Anteil an den Handelsgeschäften ihres Mannes. Ihr Aufgabenbereich beschränkte sich im Wesentlichen auf das häusliche Umfeld. Abigail schätzte die gesellschaftliche Offenheit New Yorks, wo ihre Familie sowohl unter Juden als auch Christen geachtet und anerkannt war. Allerdings blieb der wirtschaftliche Erfolg des amerikanischen Familienzweigs dauerhaft hinter jenem der in England ansässigen Verwandten zurück. Ab etwa 1732 entsandten sie und ihr Ehemann die gemeinsamen Kinder daher nach England, um ihnen bessere Zukunftsperspektiven zu eröffnen. Abigail dürfte ihre in England lebenden Kinder und Enkelkinder wohl niemals wieder gesehen haben.
Zwischen dem 7. Mai 1733 und dem 30. Oktober 1748 verfasste Abigail insgesamt 34 Briefe an ihren in London lebenden Sohn Naphtali; ergänzt wird diese Korrespondenz durch ein Schreiben ihres Sohnes Jacob sowie zwei Briefe ihres Sohnes David. Die Briefe Abigails gehören zu den wenigen erhaltenen Selbstzeugnissen jüdischer Frauen im kolonialen Nordamerika. Sie stellen eine aufschlussreiche Quelle dar, die Einblicke in das Alltagsleben einer wohlhabenden jüdischen Familie jener Zeit gewährt und zugleich zentrale gesellschaftliche, kulturelle und religiöse Aspekte der jüdischen Diaspora im zweiten Viertel des 18. Jh. anspricht. Die in sich geschlossene Korrespondenz ermöglicht eine differenzierte Betrachtung familiärer Strukturen und intergenerationeller Beziehungen, des politischen und sozialen Gefüges im kolonialen New York sowie der Aushandlungsprozesse jüdischer Identität im Spannungsfeld zwischen Tradition und Akkulturation.
In ihren Briefen bekennt sich Abigail mit Nachdruck zum Judentum, verteidigt die Einhaltung religiöser Vorschriften und betont die Notwendigkeit endogamer Eheschließung. Zugleich kritisiert sie jedoch die ihrer Ansicht nach im Judentum verbreiteten „Many Supersti[ti]ons“ und äußert den Wunsch, es möge eine zu Calvin oder Luther analoge Persönlichkeit erscheinen, die das Judentum reformiere. Gegenüber den jüdischen Frauen New Yorks empfand sie Abneigung und bezeichnete sie polemisch als „a Stupid Set of people“. Ihre Briefe zeichnen außerdem die Netzwerke jüdischer Frauen der Stadt nach. Als Aschkenasin distanzierte sich Abigail von der sephardischen Elite, obgleich beide Gruppen dieselbe Synagoge besuchten; den geplanten Ehebund ihrer Tochter mit einem Sepharden kommentierte sie gegenüber ihrem Sohn mit den Worten: „The Portugeuze here are in a great ferment about it and think very ill of him.“ Mehrfach zeigte sie sich tief enttäuscht über das begrenzte und ihrer Meinung nach wenig geeignete Angebot jüdischer Heiratskandidaten für ihre Töchter. Das Verhältnis Abigails zu ihrer Stiefmutter war lange von Spannungen geprägt. In ihren Briefen schildert Franks Grace zunächst sehr negativ. Nachdem diese jedoch 1728 verwitwete, sich 1735 unglücklich wiederverheiratete und allein für ihre Kinder sorgte, änderte sich Abigails Haltung.
Ungeachtet gewisser orthographischer und interpunktorischer Unsicherheiten offenbart die Korrespondenz eine bemerkenswerte literarische Bildung: Abigail zitiert wiederholt John Dryden, Alexander Pope, Joseph Addison und andere zeitgenössische Autoren. Trotz aller Bemühungen zur Wahrung der jüdischen Identität konvertierten alle Nachkommen der Familie Franks später zum Christentum. Die älteste Tochter Phila heiratete 1742 heimlich den Hugenotten Oliver de Lancey. Nach dem Bekanntwerden dieser Verbindung – Abigail erfuhr davon sechs Monate später – wechselte sie niemals mehr ein Wort mit ihrer. Auch der Sohn David ehelichte eine Christin – Margaret Evans, Tochter einer engen Freundin Abigails. Die jüngeren Kinder blieben unverheiratet, und auch die Enkelkinder in England führten die jüdische Tradition nicht fort.
Abigail Franks starb am 17. Mai 1756 in New York City und wurde auf dem jüdischen Friedhof am Chatham Square bestattet. Auch ihr Ehemann wurde später dort beigesetzt.